# Freuden-Salven
Freuden-Salven, op. 171, är en vals av Johann Strauss den yngre. Den spelades första gången den 17 juli 1855 i Volksgartenl i Wien.

## Historia
Efter revolutionsåren 1848–1849 gjorde Johann Strauss den yngre allt för att få allmänheten och de styrande i Wien att glömma hans stöd till de revolutionära studenterna under striderna. Genom åtskilliga kompositioner befäste han sin lojalitet till kejsarhuset och landet: till exempel Kaiser-Franz-Joseph-Marsch, Triumph-Marsch, Viribus unitis, Grossfürsten-Marsch, Vivat!-Quadrille och Maxing-Tänze. När kejsar Frans Josef I av Österrike den 12 juni 1855 återvände hem till Wien efter en resa till Galizien föranledde detta Strauss att komponera ytterligare ett hyllningsverk. Valsen Freuden-Salven spelades första gången den 17 juli i Volksgarten vid en fest som firade kejsarens återkomst. När valsen publicerades såg Strauss till att följande text trycktes på framsidan: "Med anledning av kejsaren Frans Josefs lyckliga återkomst den 9 juli 1855".

## Om valsen
Speltiden är ca 6 minuter och 18 sekunder plus minus några sekunder beroende på dirigentens musikaliska tolkning.

## Weblänkar
- Freuden-Salven i Naxos-utgåvan.